# Trattato di Versailles
(Ferdinand Foch, ufficiale francese al comando delle forze dell'Intesa sul fronte occidentale nella prima guerra mondiale; 1920.)
Il trattato di Versailles, anche detto patto di Versailles, è stato uno dei trattati di pace che posero ufficialmente fine alla prima guerra mondiale. Fu stipulato nell'ambito della conferenza di pace di Parigi del 1919 e firmato da 44 Stati il 28 giugno 1919 a Versailles, in Francia, nella galleria degli specchi del palazzo di Versailles. È suddiviso in 16 parti e composto da 440 articoli. Germania, Austria ed Ungheria non parteciparono alla "conferenza", ma si limitarono a firmare il trattato finale il 28 giugno, dopo le minacce, da parte dei vincitori, di una ripresa della guerra se non lo avessero fatto.
Gli Stati Uniti d'America non ratificarono mai il trattato. Le elezioni del 1918 avevano visto la vittoria del Partito Repubblicano, che prese il controllo del Senato e bloccò due volte la ratifica (la seconda volta il 19 marzo 1920). Alcuni favorivano l'isolazionismo e avversavano la Società delle Nazioni, altri lamentavano l'eccessivo ammontare delle riparazioni. Come risultato, gli USA non si unirono mai alla Società delle Nazioni e in seguito negoziarono una pace separata con la Germania: il trattato di Berlino del 1921, che confermò il pagamento delle riparazioni e altre disposizioni del trattato di Versailles, ma escluse esplicitamente tutti gli articoli correlati alla Società delle Nazioni.

## Analisi storica

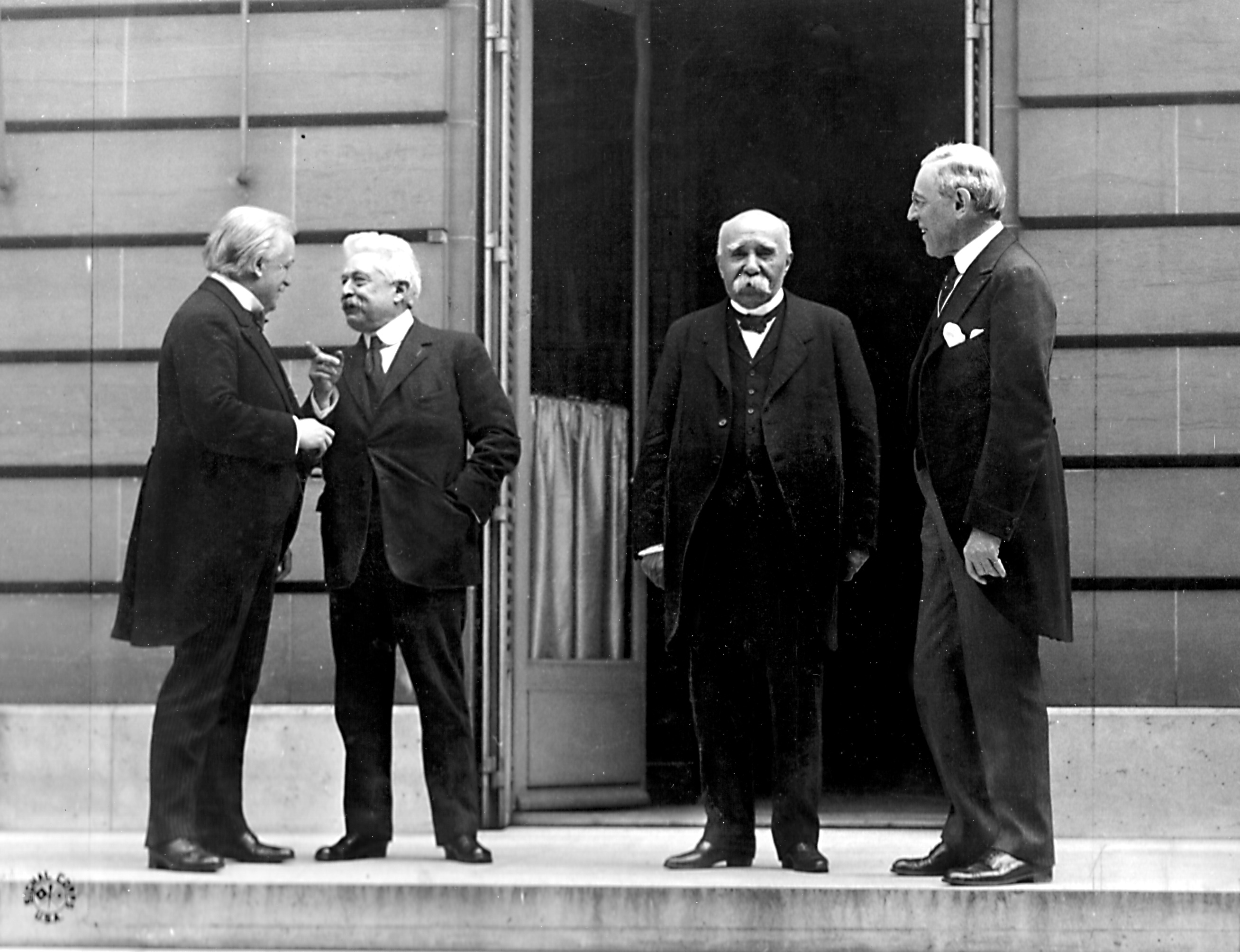
Da sinistra, il primo ministro del Regno Unito David Lloyd George, il presidente del Consiglio italiano Vittorio Emanuele Orlando, il presidente del Consiglio francese Georges Clemenceau e il presidente degli Stati Uniti d'America Woodrow Wilson.

I "quattro grandi" erano il primo ministro del Regno Unito David Lloyd George, il presidente del Consiglio francese Georges Clemenceau, il Presidente del Consiglio italiano Vittorio Emanuele Orlando e il presidente statunitense Thomas Woodrow Wilson. Al trattato di Versailles fu difficile stabilire una linea comune, perché ogni Stato aveva instaurato coi tedeschi rapporti diplomatici differenti sia prima che durante il conflitto. A causa di ciò, venne definito un compromesso, che non piacque a nessuno.
La Francia aveva sofferto moltissime delle perdite durante la guerra e gran parte di questa era stata combattuta sul suolo francese. La nazione era in rovina, con molti danni subiti da edifici storici e risorse importanti. Georges Clemenceau voleva dalla Germania riparazioni che permettessero di ricostruire e riparare i danni causati dai tedeschi: in tutto, 750 000 case e 23 000 fabbriche erano state distrutte e vennero chiesti i soldi per la ricostruzione di una nazione in brandelli. Nel 1871, Francia e Germania avevano già combattuto una guerra, e Berlino aveva strappato a Parigi la zona dell'Alsazia-Lorena.
Lo statista transalpino intendeva anche proteggersi contro l'eventualità di altri possibili attacchi futuri della Germania: richiese quindi la demilitarizzazione della Renania e che truppe alleate pattugliassero quell'area. Questa venne chiamata "zona di sicurezza territoriale". Inoltre la Francia volle anche ridurre drasticamente il numero di soldati dell'esercito tedesco in modo controllabile e, come parte delle riparazioni, chiese che le venisse dato il controllo di molte delle fabbriche tedesche.
Intenzione della Francia non era solo quella di punire severamente lo storico nemico tedesco, ma anche di preservare il proprio impero e le colonie. Mentre gli USA portavano avanti la politica del"autodeterminazione" etnica o nazionale, Francia e Regno Unito volevano mantenere i loro preziosi imperi. Clemenceau rappresentò abbondantemente la popolazione francese nel suo desiderio di vendetta sulla nazione tedesca: egli voleva anche proteggere dei trattati segreti e permettere blocchi navali attorno alla Germania, così che la Francia potesse controllare le merci importate ed esportate dalla nazione sconfitta. Era il più radicale dei "tre grandi" e fu chiamato "le Tigre" per questa ragione.
La Gran Bretagna giocò un ruolo più defilato, in quanto il suo territorio non era stato invaso. Tuttavia molti soldati britannici morirono sulla linea del fronte in Francia e quindi la popolazione britannica chiedeva una punizione dura per la Germania. Il primo ministro Lloyd George, pur volendo delle riparazioni severe, chiese molto meno dei francesi: egli era conscio che se le richieste francesi fossero state accolte, la Francia sarebbe diventata estremamente potente nell'Europa centrale e un delicato equilibrio si sarebbe spezzato. Pur volendo assicurarsi che questo non accadesse, anche lui voleva che la Germania pagasse. Lloyd George era anche preoccupato dalla proposta di Woodrow Wilson per l'autodeterminazione e, come i francesi, voleva preservare il proprio Impero. Questa posizione era parte della competizione tra i due più grandi imperi del mondo e della battaglia per preservarli. Come i francesi, anche Lloyd George supportò i blocchi navali e i trattati segreti.
Dall'altra parte, Woodrow Wilson aveva punti di vista differenti su come punire la Germania. Aveva già proposto i quattordici punti prima ancora della fine della guerra, che erano molto meno duri di quanto i francesi o i britannici volessero. Poiché la popolazione americana aveva vissuto la guerra solo a partire dall'aprile 1917, sentiva di dover uscire dalla "confusione europea" il più in fretta possibile. Comunque, il presidente Wilson voleva istituire una politica mondiale che assicurasse che niente di simile sarebbe più accaduto. Allo scopo di mantenere la pace, venne fatto il primo tentativo di creare una corte mondiale, la Società delle Nazioni. La teoria era che se le nazioni più deboli venivano attaccate, altre avrebbero garantito loro protezione dagli aggressori.
In cima a tutto ciò, Wilson promosse l'autodeterminazione che incoraggiava le nazionalità (o i gruppi etnici) a pensare, governare e controllare sé stessi. Questa nozione di autodeterminazione ebbe come conseguenza un aumento del sentimento patriottico in molti paesi che erano o erano stati sotto il controllo dei vecchi imperi. L'autodeterminazione era, e continua a essere, una fonte di attrito tra differenti gruppi etnici in tutto il mondo, nel momento in cui ogni gruppo cerca di migliorare la sua posizione globale.
L'accettazione da parte di molti popoli del concetto di autodeterminazione fu l'inizio della fine di questi imperi, compresi quello francese e quello britannico. L'autodeterminazione è in parte la ragione per cui così tante nazioni si formarono nell'Europa orientale; Wilson non voleva contribuire a incrementare le dimensioni di Regno Unito, Francia o Italia. Ci furono anche lotte nelle province orientali della Germania: la grande sollevazione polacca nella provincia di Posen e tre sollevazioni slesiane nella Slesia Superiore.
Gli aggiustamenti territoriali vennero fatti con l'obiettivo di raggruppare assieme delle minoranze etniche ai loro stati, liberi dalla dominazione dei potenti imperi di un tempo, in particolar modo quello austro-ungarico e quello ottomano. I trattati segreti vennero scoraggiati e Gran Bretagna e Francia acconsentirono controvoglia a una riduzione degli armamenti di tutte le nazioni: questa riduzione supponeva una riduzione indiretta della capacità da parte delle marine di creare dei blocchi.

## Contenuto
|  | Per approfondire, leggi il testo Trattato di Versailles (in lingua inglese). |

Il trattato era articolato in diverse parti relative a diversi contenuti, alcuni dei quali sono: il ripristino dei confini territoriali della Germania e dei paesi limitrofi, lo smantellamento dell'impero coloniale tedesco, le riparazioni di guerra e le restrizioni al riarmo da imporre alla Germania, i termini di rilascio dei prigionieri di guerra e la nascita della futura Società delle Nazioni.
Il trattato stabiliva inoltre la creazione di una commissione che doveva determinare l'entità delle riparazioni che dovevano essere pagate dalla Germania. Nel 1921, con la conferenza di Genova, questa cifra fu ufficialmente stabilita in 132 miliardi di marchi oro, cifra il cui pagamento comportò una serie di problemi economici che sono spesso citati come una delle cause che contribuirono alla fine della Repubblica di Weimar, all'ascesa del nazionalsocialismo e allo scoppio della seconda guerra mondiale.

### Trasferimenti territoriali
Amministrato dalla Società delle Nazioni
     Territori 
annessi ad altri Stati
     Repubblica di Weimar

I territori della Germania dopo il trattato:
Amministrato dalla Società delle Nazioni
Territori
annessi ad altri Stati
Repubblica di Weimar

Tra le disposizioni previste dal trattato di Versailles rientravano la revisione dei confini territoriali tedeschi e la perdita di tutte le colonie della Germania, a beneficio dell'Impero Britannico e della Francia.
Per effetto del trattato di Versailles, da un giorno all'altro milioni di cittadini tedeschi si troveranno incorporati all'interno di altri Paesi, come la Polonia e la Francia (vedasi il caso della Saar, abitata quasi interamente da tedeschi). Tutto ciò contribuirà a generare tra i tedeschi il sentimento di avere subito una grave ingiustizia, e a creare in tal modo le condizioni per il diffondersi di nazionalismo e revanscismo. 

#### Smembramento del territorio della Germania
La lista di ex province tedesche che cambiarono appartenenza comprende:
- l'Alsazia-Lorena, restituita alla Francia;
- lo Schleswig settentrionale, fino a Tondern nello Schleswig-Holstein, alla Danimarca (in seguito a un plebiscito);
- L'area di Eupen-Malmedy e il condominio di Moresnet al Belgio.
- la Saar ad una amministrazione Franco-Inglese sotto l'autorità della Società delle Nazioni.
- L'area di Memel temporaneamente sotto il mandato della S.d.N. in attesa di un referendum per decidere se diventare una città libera come Danzica o essere annessa alla Lituania
- gran parte della Posnania e della Prussia occidentale e parte della Slesia alla Polonia;
- la città di Danzica con il delta della Vistola sul mar Baltico, venne resa Città Libera di Danzica, sotto l'autorità della Società delle Nazioni e della Polonia.

#### Smembramento dell'impero coloniale tedesco

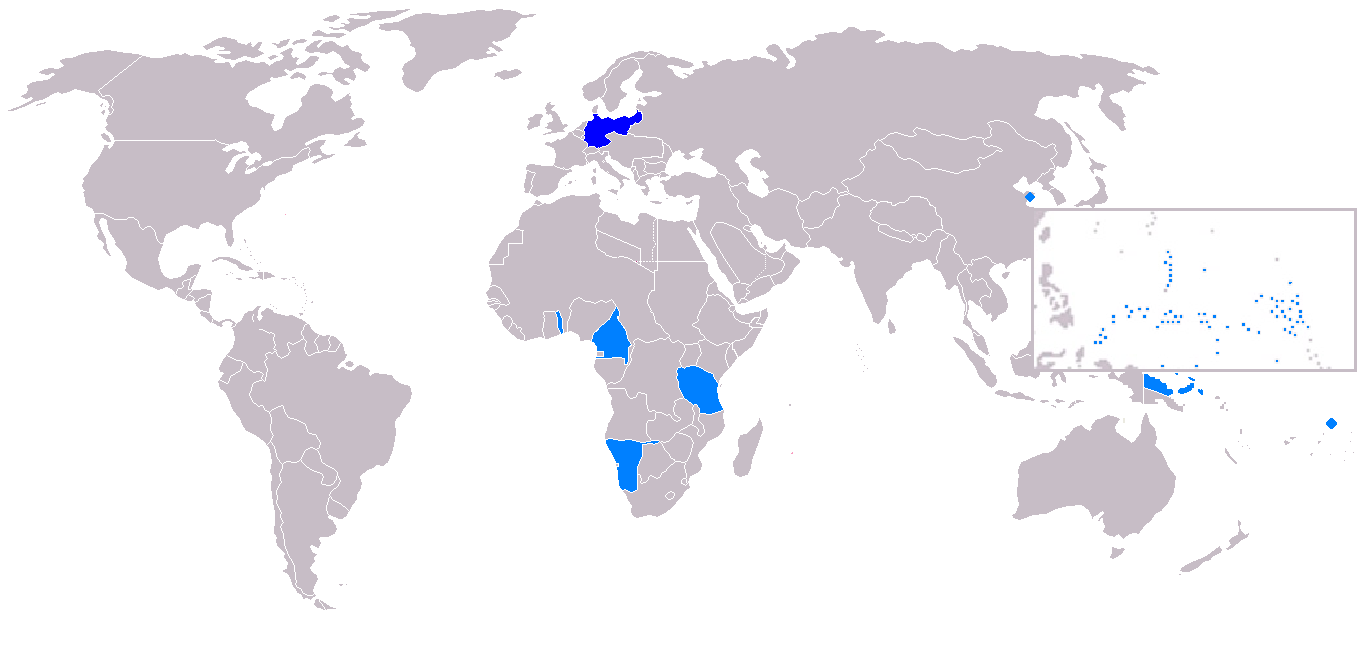
Territori coloniali tedeschi (in blu) trasformati in mandati amministrati per conto della Società delle Nazioni

L'articolo 119 del trattato imponeva alla Germania di rinunciare a qualsiasi diritto di sovranità sui territori all'esterno dei confini nazionali. Questi territori furono acquisiti tramite mandati da Francia, Impero Britannico, Giappone, Belgio e Cina.
Nulla fu invece attribuito all'Italia, che pure figurava tra le Potenze vincitrici.

#### Africa
La Germania dovette cedere:
- il protettorato di Togoland;
- il Camerun;
- i territori del Ruanda-Urundi;
- i territori dell'Africa Tedesca del Sud-Ovest (attuale Namibia);
- i territori dell'Africa Orientale tedesca;
- il Triangolo di Kionga.

#### Oceania
La Germania dovette cedere il controllo della Nuova Guinea tedesca e della Samoa tedesca.
Il trattato stabilì inoltre la cancellazione dei trattati di locazione stipulati tra Germania e Cina alla fine dell'Ottocento relativi alle concessioni di Tianjin e Hankou, che passarono di nuovo sotto l'amministrazione del governo cinese. La Germania rinunciava anche ai privilegi e ai diritti derivanti dagli accordi siglati con la Cina a Pechino nel 1901.
Diverso fu il caso della concessione tedesca della baia di Jiaozhou (胶州S, Kiautschou nel tedesco di allora) sulla costa meridionale della penisola dello Shandong. Gli articoli 156-157-158 del trattato di Versailles trasferirono al Giappone tutti i diritti tedeschi sulla concessione, che era stata acquisita nel 1898 per un periodo di 99 anni. Il Giappone restituì alla Cina il controllo di questi territori nel 1922.

### Restrizioni militari
Il trattato di Versailles aboliva la coscrizione militare in Germania ponendo al contempo grosse limitazioni alle forze armate tedesche, che non dovevano superare le 100 000 unità, non potevano avere una forza aerea ed inoltre non potevano avere navi da guerra con dislocamento superiore alle 10 000 tonnellate.

### Riparazioni e indennità di guerra

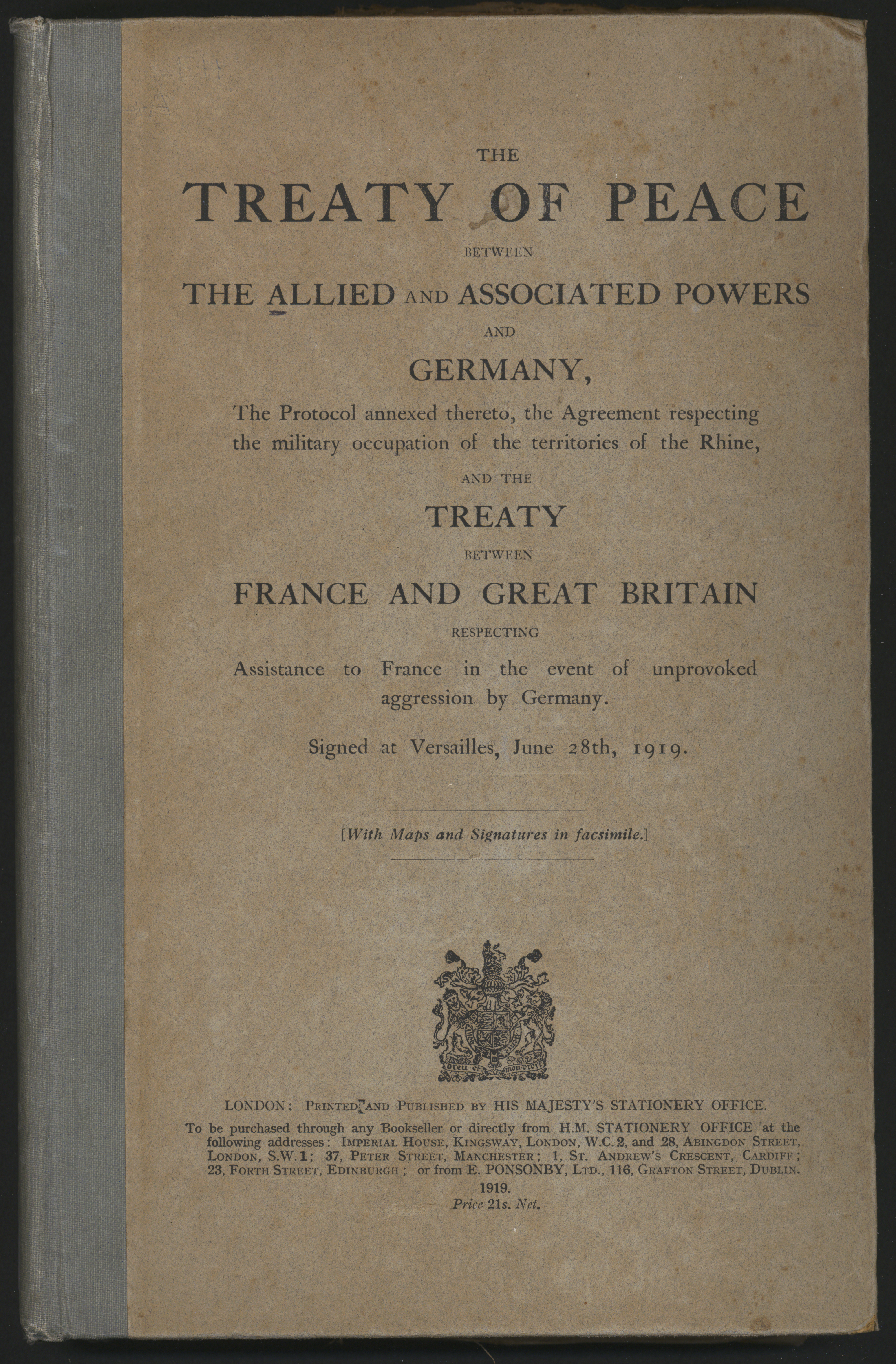
Pagina di copertina del trattato di Versailles in versione inglese.

Quando il trattato di Versailles venne concluso, alla Germania fu imposto il pagamento agli stati dell'Intesa di una indennità di guerra per una cifra fuori dalle possibilità di qualsiasi nazione. La cifra abnorme fu stabilita nel 1921 per 6 600 000 000 di sterline (132 miliardi di marchi oro). Inoltre si chiedeva che la Germania cedesse tutte le colonie, accettasse per sé tutta la colpa per la guerra, riducesse le dimensioni delle sue forze armate (sei navi da guerra, 100 000 soldati e nessuna aviazione) e cedesse territori a favore di altri Stati, tra cui Belgio, Francia, Danimarca e Polonia.
Per la Germania particolarmente pesanti sul piano morale risultarono gli articoli 227, nel quale l'ex imperatore Guglielmo II veniva messo in stato d'accusa di fronte a un venturo tribunale internazionale "per offesa suprema alla morale internazionale" e l'art. 231, in cui "la Germania riconosce che lei e i suoi alleati sono responsabili, per averli causati, di tutti i danni subiti dai Governi Alleati e associati e dai loro cittadini a seguito della guerra, che a loro è stata imposta dall'aggressione della Germania e dei suoi alleati". Quest'ultima clausola (la Germania come unica responsabile del conflitto) viene ancor oggi dibattuta dagli studiosi in seguito all'importante contributo dello storico tedesco Fritz Fischer del 1961.
È evidente che l'obiettivo perseguito da anglosassoni e francesi attraverso il trattato fu di ridurre la Germania in una situazione di miseria, in parte come vendetta, ma soprattutto al fine di neutralizzarne, per l'avvenire, il potenziale economico e militare. Una grande Germania, in grado di sfidare il predominio mondiale dell'Impero britannico, non sarebbe dovuta più esistere (cosa che invece poi, paradossalmente, accadde). 
l'Italia, da parte sua, fu trattata come una potenza vincitrice di serie B e non fu ammessa al "banchetto" dello smembramento della Germania. In effetti, l'accaparramento e la spartizione delle (numerose) colonie tedesche fu appannaggio esclusivo di britannici e francesi.  
Alcune voci coraggiose, come quella dell'economista britannico John Maynard Keynes, criticarono duramente il trattato: esso non prevedeva alcun piano di ripresa economica ed era chiaro che l'atteggiamento punitivo e le sanzioni contro la Germania rischiavano di provocare nuovi conflitti ed instabilità, invece di garantire una pace duratura. Keynes espresse questa visione nel suo saggio The Economic Consequences of the Peace (Le conseguenze economiche della pace). 
La povertà e l'umiliazione del popolo tedesco indotte dal trattato ebbero un ruolo decisivo nel favorire, nei successivi 15 anni, l'avvento del Nazionalsocialismo in Germania.
Parimenti, il trattamento riservato all'Italia genero' nel popolo italiano un sentimento di ingiustizia subìta ("vittoria mutilata"), che contribuì al sostegno popolare al nascente nucleo dei fasci di combattimento (poi fascismo).

### Il saldo dei debiti di guerra
Il 3 ottobre 2010, in occasione del ventesimo anniversario della riunificazione tedesca, la Germania ha annunciato di aver estinto, tramite il versamento di un'ultima rata da settanta milioni di euro, i debiti di guerra imposti dal Trattato di Versailles del 28 giugno 1919. Tale notizia, riportata da vari organi di stampa, risulta tuttavia fuorviante, se non errata. Un esame più attento porta infatti a ritenere plausibile che la Germania non abbia di fatto mai saldato i propri conti con il primo conflitto mondiale - e nemmeno con il secondo.
La Commissione per le riparazioni costituita ad hoc dopo il Trattato di Versailles aveva infatti fissato non solo l'ammontare totale delle riparazioni dovute dalla Germania alle potenze vincitrici, in particolare Francia e Belgio, ma anche modalità e scadenze dei pagamenti. Dopo un primo versamento di 1 miliardo di marchi oro effettuato il 31 agosto 1921, la Germania comunicò nel dicembre dello stesso anno l'impossibilità a proseguire nei pagamenti. Accertata l'inadempienza tedesca, le potenze vincitrici procedettero con l'occupazione della Ruhr nel 1923, alla quale i tedeschi risposero con forme varie di resistenza passiva. Con l'inizio del piano Dawes, la Germania ricominciò a stornare dal proprio bilancio fondi per le riparazioni di guerra, ma la crisi del 1929 non tardò a produrre i suoi effetti.
Il 9 luglio 1932 durante la conferenza di Losanna il debito fu alla fine ridotto da 132 000 000 000 di marchi a soli 3 000 000 000, per altro mai pagati dal Terzo Reich. Una cifra che, imposta nel 1919, sarebbe stata ben più facile saldare. Con lo scoppio della seconda guerra mondiale, la conclusione della stessa e l'inizio della guerra fredda, le riparazioni tedesche relative al primo conflitto mondiale finirono in secondo piano e altre ben più gravi urgenze si imposero all'attenzione delle principali potenze mondiali.
Nel 1953 si tenne a Londra un'apposita conferenza per discutere e quantificare il debito estero tedesco; fu fatta un'unica stima tale da comprendere i debiti risalenti agli anni Venti e Trenta, i debiti contratti durante il secondo conflitto mondiale e le riparazioni dovute alle potenze occupanti. Tale cifra, poi ridotta di circa il 60%, è stata liquidata dalla Germania definitivamente il 2 ottobre 2010.

### La Società delle Nazioni
Il trattato sancì la nascita della Società delle Nazioni, uno dei Quattordici punti del presidente degli Stati Uniti d'America Thomas Woodrow Wilson. La Società delle Nazioni era un'organizzazione intergovernativa con lo scopo di arbitrare i conflitti tra le nazioni prima che si arrivasse alla guerra. Il suo statuto, la Convenzione della Società delle Nazioni, occupava i primi 26 articoli del trattato di Versailles.

## Interpretazioni storiche
Il principio della riorganizzazione, su base etnica, della carta dell'Europa, accolto dal trattato in base ai Quattordici punti di Woodrow Wilson, paradossalmente - secondo lo storico britannico Eric Hobsbawm - fornì un pretesto alle successive pulizie etniche e, addirittura, all'Olocausto degli ebrei: Adolf Hitler, applicando sino alle estreme conseguenze i principi nazionalisti, pianificò l'annessione alla Germania di tutti i territori fuori dai confini della madrepatria abitati da tedeschi, e avviò la soluzione finale per l'eliminazione degli ebrei.
A conferma di ciò si ricorda che l'art. 1 del programma del Partito Nazista, stilato nel febbraio del 1920, chiede testualmente "La costruzione di una Grande Germania che riunisca tutti i tedeschi in base al diritto della autodeterminazione dei popoli".
Quanto all'altra possibile fonte di "revisionismo" del trattato, quella sovietica, la conferenza di Genova, che nelle intenzioni dei promotori avrebbe dovuto creare le condizioni favorevoli al rientro di Germania e Russia nel consesso delle nazioni europee, si concluse con il trattato di Rapallo, che sancì invece l'alleanza fra le due escluse della pace di Versailles. A proposito di questo trattato, gli storici sono più o meno concordi nel ritenere che esso rappresentò il primo passo del governo sovietico verso il superamento dell'isolamento attraverso l'alleanza con la «vinta» Germania, ovvero il primo «esperimento» di coesistenza pacifica con il mondo capitalistico".